# ألكسندرو بوزير
ألكسندرو بوزير (بالبرتغالية: Alexandro Pozzer) مواليد 21 ديسمبر 1988 في كاكسياس دو سول، ريو غراندي دو سول، هو لاعب كرة يد برازيلي يلعب كمحور. يلعب حاليا مع نادي بورتو ساغونتو لكرة اليد ويحمل الرقم 18. مثل منتخب البرازيل لكرة اليد. شارك في دورة الألعاب الأولمبية الصيفية سنة 2016. حقق المركز الأول في دورة الألعاب الأمريكية 2015.

## سجل المنافسة
شارك في البطولات التالية:
- بطولة العالم لكرة اليد للرجال 2015
- الألعاب الأولمبية الصيفية 2016

## الميداليات
| الميدالية | المسابقة                    |
| --------- | --------------------------- |
| ذهبية     | دورة الألعاب الأمريكية 2015 |

## روابط خارجية
- ألكسندرو بوزير على موقع الاتحاد الدولي لكرة اليد (الإنجليزية)
- ألكسندرو بوزير على موقع الاتحاد الأوروبي لكرة اليد (الإنجليزية)
- ألكسندرو بوزير على موقع اللجنة الأولمبية الدولية (الإنجليزية)
- ألكسندرو بوزير على موقع أوليمبيديا (الإنجليزية)